# Lijst van heersers uit de Guptadynastie
Dit is een lijst van heersers uit de Guptadynastie. Tussen haakjes staan namen waarover onzekerheid bestaat.

## Heersers van het Guptarijk

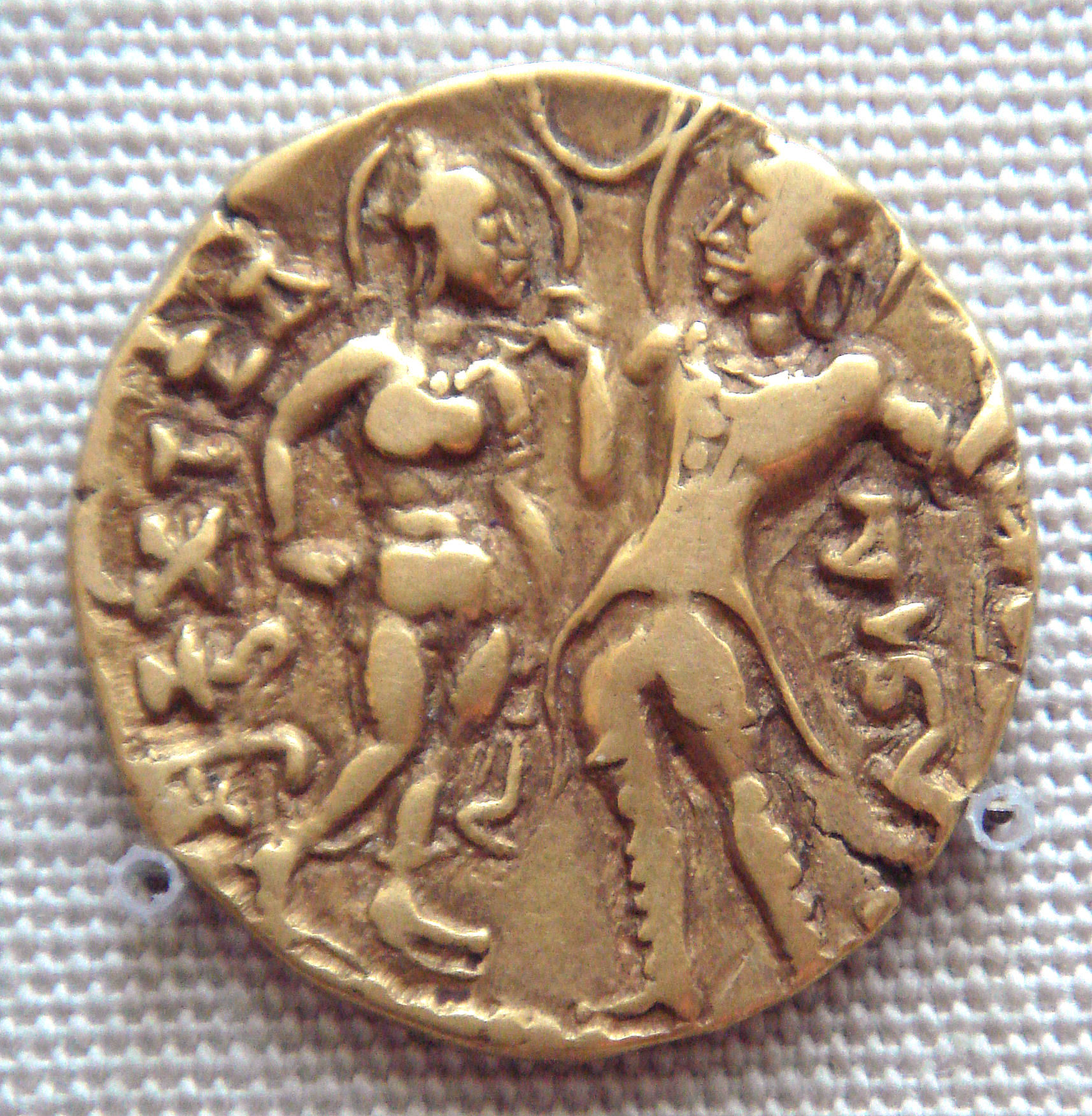
Chandragupta I en zijn vrouw Kumaradevi op een gouden munt geslagen door hun zoon Samudragupta

- Sri Gupta
- Ghatotkatchagupta ( - 319)
- Chandragupta I (319 - ±335)
- Samudragupta (±335 - ±375)
- (Ramagupta)
- Chandragupta II (±380 - ±415)
- Kumaragupta I (±415 - ±455)
- Skandagupta (±455 - 467)
- (Purugupta) (ca.467-ca.473)
- (Kumaragupta II) (ca.473-ca.476)
- Budhagupta (±476 - 497)
- Narasimhagupta (497 - ±535)
- (Bhanugupta) (510)
- (Vainyagupta)
- Kumaragupta III (±535 - ±540)
- Vishnugupta (543)

## Late Gupta's
- Krishnagupta (±490 - ±505)
- Harshagupta (±505 - ±525)
- Jivitagupta I (±525 - ±545)
- Kumaragupta IV (±540 - ±560)
- Damodaragupta
- Mahasenagupta ( - 601)
  - tussenperiode - Shashanka, Harsha
- Madhavagupta ( - ±650)
- Adityasena (±650 - ±675)
- Devagupta  (±680 - ±700[1])
- Vishnugupta
- Jivitagupta II ( - ±725[2])